# Poulet de chair
Pour les articles homonymes, voir Broiler.
« Poulet à griller » redirige ici. Pour le roman, voir Poulets grillés.
Un poulet de chair, appelé aussi poulet à frire ou poulet à griller (broiler en anglais), est une Poule domestique (Gallus gallus domesticus) élevée spécifiquement pour la production de viande. Il possède des caractéristiques physiques différentes des poules pondeuses, des poules d'ornement ou des poules de compagnie.

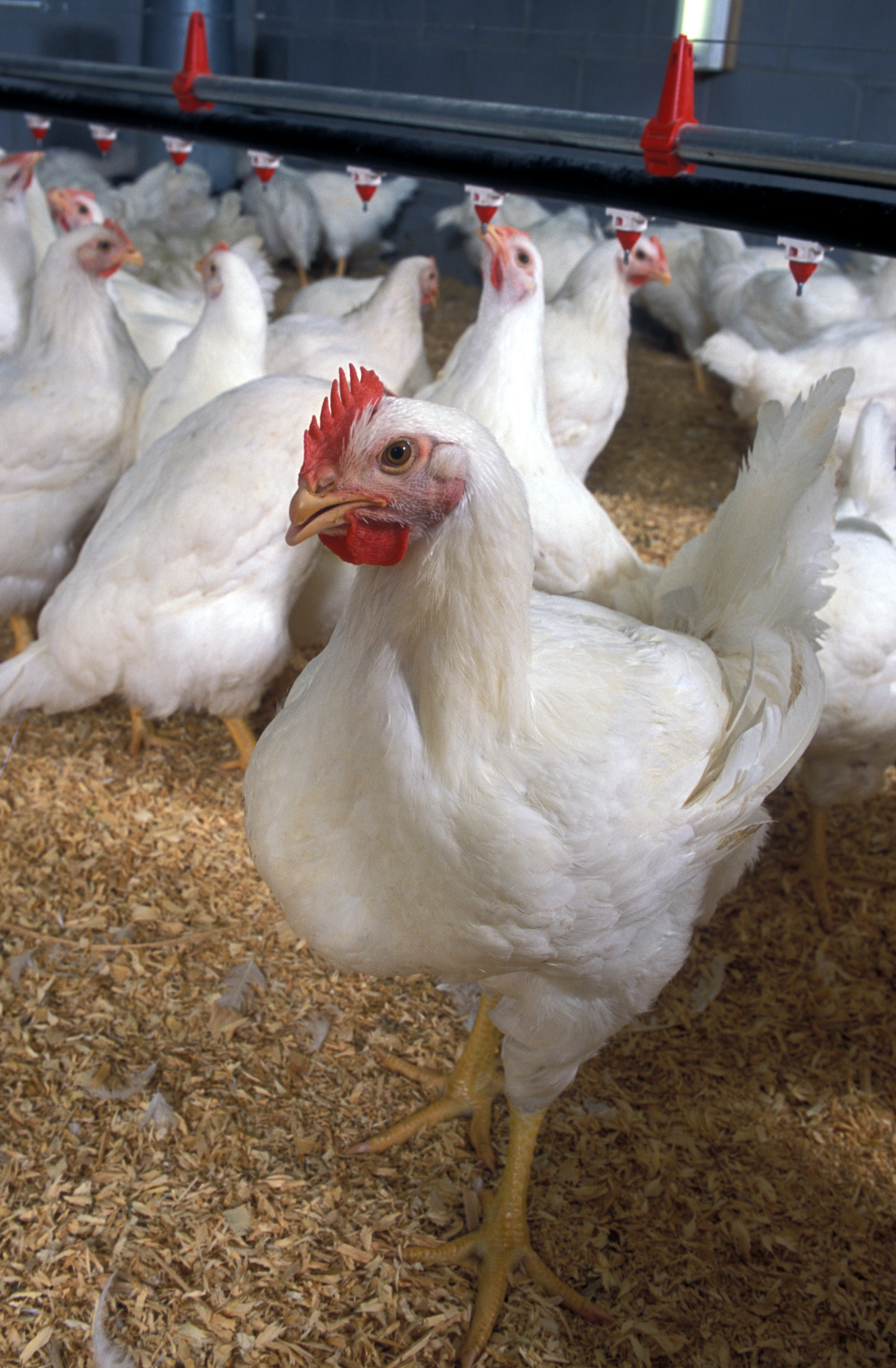
Des poulets de chair dans un élevage de volailles.
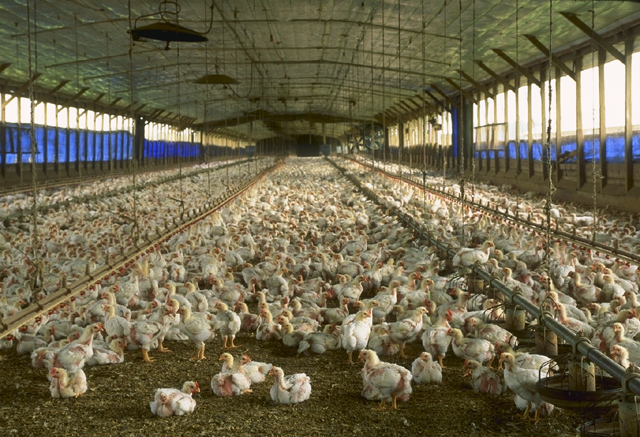
Un élevage de poulets de chair en Floride.

## Types d'élevages
En 2020, en France, la répartition de la production de poulets de chair selon leur type d'élevage est :
- 80 % de poulets élevés dans un système standard
- 8 % élevés en système Certifié
- 15 % élevés en Label Rouge
- 2 % élevés « bio »
- 3 % élevés selon d'autres modes d'élevage
- 8 % sont exportés